# Le Foulard
Pour plus de détails, voir Fiche technique et Distribution.
Le Foulard (titre original : The Scarf) est un film américain réalisé par Ewald André Dupont, sorti en 1951, avec John Ireland, Mercedes McCambridge, James Barton, Emlyn Williams et Lloyd Gough dans les rôles principaux.

## Synopsis
John Howard Barrington (John Ireland) est enfermé pour meurtre à l'asile d'Alcanta. Il a perdu la mémoire et a échappé de peu à la peine de mort. Il finit par s'enfuir de l'asile à travers le désert pour se libérer et prouver son innocence. Il arrive par mégarde chez Ezra Thompson (James Barton), un éleveur de dindons solitaire. John lui raconte sa perte de mémoire et la raison de son emprisonnement. Ezra le protège et l'héberge malgré la rançon promise. Après s'être caché pendant plusieurs semaines, John commence à se rendre en ville pour enquêter. Il y fait notamment la connaissance de Connie Carter (Mercedes McCambridge) ...

## Fiche technique
- Titre français : Le Foulard
- Titre original : The Scarf
- Réalisation : Ewald André Dupont
- Assistant réalisateur : Emmett Emerson
- Scénario : Isadore Goldsmith (en), E. A. Rolfe et Ewald André Dupont
- Photographie : Franz Planer
- Montage : Joseph Gluck
- Musique : Herschel Burke Gilbert
- Direction artistique : Rudolph Sternad (en)
- Décors : Edward G. Boyle
- Production : Isadore Goldsmith (en), Anthony Z. Landi, Robert H. Justman (en)
- Société de production : Gloria Productions Inc.
- Société de distribution : United Artists
- Pays d'origine :  États-Unis
- Langue originale : anglais
- Format : Noir et blanc - 35 mm — 1,85:1 - Mono (RCA Sound System)
- Genre : Film dramatique, Film policier, Thriller psychologique, film noir
- Durée : 93 minutes
- Date de sortie :
  - États-Unis : 6 avril 1951

## Distribution
- John Ireland : John Howard Barrington
- Mercedes McCambridge : Connie Carter
- James Barton : Ezra Thompson
- Emlyn Williams : Dr. David Dunbar
- Lloyd Gough : Asylum Dr. Gordon
- Basil Ruysdael : Cyrus Barrington
- David Wolfe (en) : Level Louie, le patron de Connie
- Harry Shannon : Asylum Warden Anderson
- Celia Lovsky : Mrs. Cyrus Barrington
- David McMahon : un policier
- Chubby Johnson : le gérant du magasin
- Frank Jenks : Tom
- Emmett Lynn (en) : Jack
- Dick Wessel (en) : Sid
- Frank Jaquet
- Iris Adrian
- Sue Casey (en)
- King Donovan
- Frank Richards
- O. Z. Whitehead
- Tom Kennedy
- Frank Hagney